# 공원에서의 차가운 나날들
《공원에서의 차가운 나날들》(영어: That Cold Day in the Park)은 미국과 캐나다에서 제작된 로버트 올트먼 감독의 1969년 드라마 영화이다. 샌디 데니스 등이 출연하였고, 리언 미렐 등이 제작에 참여하였다. 브리티시컬럼비아주 밴쿠버에서 촬영되었다. 1969년 제22회 칸 영화제에서 비경쟁 부문으로 상영되었다.

## 출연진
- 샌디 데니스
- 마이클 번스
- 수잰 벤턴
- 데이비드 가필드
- 루아나 앤더스
- 린다 소런슨
- 마이클 머피

## 기타 제작진
- 협력 제작: 로버트 에건와일러